# Wayne Collett
Pour les articles homonymes, voir Collett.
Wayne Curtis Collett (né le 20 octobre 1949 à Los Angeles - mort le 17 mars 2010 dans la même ville) est un athlète américain spécialiste du 400 mètres.

## Biographie
Sélectionné en 1972 pour les Jeux olympiques de Munich, Wayne Collett remporte la médaille d'argent du 400 mètres avec le temps de 44 s 80, devancé par son compatriote Vincent Matthews. Lors de la cérémonie protocolaire de remise des médailles, les deux hommes adoptent une attitude nonchalante à l'exécution de l'hymne américain, discutant entre eux et tournant dans tous les sens. Sifflés par le public à leur retour au vestiaire, Wayne Collett lève le poing droit fermé, à l'image de ses compatriotes Tommie Smith et John Carlos lors des Jeux olympiques de Mexico quatre ans plus tôt. Le lendemain, le Comité international olympique décide d'exclure Collett et Matthews des Jeux olympiques, mais ne leur retirent pas leur médaille.
Wayne Curtis décède le 17 mars 2010 des suites d'un cancer.

## Palmarès
| Date | Compétition     | Lieu   | Résultat | Discipline |
| ---- | --------------- | ------ | -------- | ---------- |
| 1972 | Jeux olympiques | Munich | 2e       | 400 m      |